# Pimelimyia rufina
Pimelimyia rufina är en tvåvingeart som först beskrevs av Charles Howard Curran 1927.  Pimelimyia rufina ingår i släktet Pimelimyia och familjen parasitflugor. Inga underarter finns listade i Catalogue of Life.